# Osteophloeum platyspermum
Osteophloeum platyspermum är en tvåhjärtbladig växtart som först beskrevs av A. Dc., och fick sitt nu gällande namn av Warburg. Osteophloeum platyspermum ingår i släktet Osteophloeum och familjen Myristicaceae. Utöver nominatformen finns också underarten O. p. sulcatum.